# Spoorlijn Carentan - Carteret
De spoorlijn Carentan - Carteret was een Franse spoorlijn van Carentan naar Barneville-Carteret. De lijn was 43,1 km lang en heeft als lijnnummer 418 000.

## Geschiedenis
De lijn werd in twee delen geopend door de Compagnie des chemins de fer de l'Ouest, van >La Haye-du-Puits naar Carteret op 1 juli 1889 en van Carentan naar La Haye-du-Puits op 8 juli 1894. Personenverkeer werd kortstondig opgeheven tussen 25 februari en 25 juni 1940. Op 1 augustus 1976 werd het personenvervoer definitief gestaakt, tegelijk met het goederenverkeer tussen Baupte en La Haye-du-Puits.Tussen La Haye-du-Puits en Carteret werd het gestaakt op 27 mei 1976 en tussen Carentan en Baupte op 2 juni 1991. Tussen Carentan en Port-Bail is de lijn opgebroken, tussen Port-Bail en Carteret is de lijn in gebruik voor toeristische exploitatie.

## Aansluitingen
In de volgende plaatsen is of was er een aansluiting op de volgende spoorlijnen:
Carentan
RFN 366 000, spoorlijn tussen Mantes-la-Jolie en Cherbourg
La Haye-du-Puits
RFN 417 000, spoorlijn tussen Coutances en Sottevast
RFN 419 300, raccordement tussen Baudreville en Saint-Sauveur-de-Pierrepont